# Balduin, der Geldschrankknacker
Balduin, der Geldschrankknacker (Originaltitel: Faites sauter la banque!) ist eine französische Filmkomödie aus dem Jahr 1964 mit Louis de Funès in der Hauptrolle.

## Handlung
Victor Garnier ist der Besitzer eines Geschäfts für Jagd- und Angelbedarf. Er führt ein beschauliches Kleinbürgerleben, bis er auf Anraten des Direktors seiner Bank die gesamten Ersparnisse der Familie in Aktien investiert. Als die Wertpapiere bereits kurz darauf wertlos sind, fühlt Garnier sich vom Bankdirektor verraten, zumal dieser ein luxuriöses Leben zu führen scheint.
Garnier will sein Geld zurück. Gemeinsam mit seiner Frau und den Kindern gräbt er einen Tunnel zum gegenüberliegenden Bankgebäude, um dort die Schließfächer auszuräumen. Dass sich seine älteste Tochter in einen der Bankangestellten verliebt, ist ihm zunächst gar nicht recht. Nach Überwindung von etlichen Komplikationen erreichen sie statt des Schließfachbereichs den Tresorraum. Der verliebte Bankangestellte, der wider Willen zum Komplizen wurde, mauert auf Bankseite den Durchbruch wieder zu. Die Sprengung des Tunnels, die alle weiteren Spuren verwischen soll, schlägt jedoch zunächst fehl.
Nun stellt sich heraus, dass sich  bereits der Bankdirektor an den Goldbarren im Tresorraum bedient hatte. Zur Tarnung seines Diebstahls ließ er mit Gold beschichtete Bleibarren zurück. Um nicht von Garnier, der nichts mehr zu verlieren hat, verraten zu werden, verspricht der Bankdirektor, das verlorene Geld der Garniers mittels neuerlicher Börsenspekulation wiederzubeschaffen. Mit einer verspäteten Explosion im Tunnel endet der Film.

## Kritiken
„Mit seinem typisch quirligem Witz zeigt Louis de Funès hier eine spaßige Provinzposse. Ein Film, der über Land, Leute und französischen Humor einiges zu sagen weiß.“

„Streckenweise herzhaft komischer Louis-de-Funès-Film.“

„Bieder-harmloser Schwank mit allerlei heiteren Zwischenfällen. Mehr für Kinder ab 12 Jahren.“

## Filmversionen und Veröffentlichungen
Von dem Film existiert eine kolorierte Fassung, die auch Grundlage der DVD-Veröffentlichung von Kinowelt bzw. Studiocanal ist und so auch im Fernsehen zu sehen war.